# Cheng Tao
Pour les articles homonymes, voir Cheng.
 (août 2013).
Cheng Tao ou T'ao Ch'ēng ou T'ao Tcheng (陶成), surnom: Mengxue (孟學) ou Mouxue, nom de pinceau: Yunhu Xianren (雲湖仙人) est un peintre de paysages, de portraits, d'animaux, de fleurs et dessinateur, chinois des XVe – XVIe siècles. Ses dates de naissance et de décès ainsi que ses origines ne sont pas connues, mais on sait que sa période d'activité se situe à Baoying (district administratif de la province du Jiangsu), vers 1480-1532.

## Biographie
Poète, calligraphe et peintre, Cheng Tao semble un personnage étrange, qui n'en trouve pas moins quelques patrons opulents pour le protéger.
En 1471, il passe les examens à la capitale provinciale et reçoit le titre de juren (licencié).
Sa gamme de sujets est étendue, mais il excelle particulièrement dans les représentations de fleurs et d'oiseaux, les portraits et les paysages en bleu et vert, de petit format.

## Musées
- Le Musée du Palais de Pékin conserve une de ses œuvres: Départ de Yunzhong, rouleau horizontal à l'encre sur papier.